# Manuel Martín Piñera
Manuel Martín Piñera (Cabezón de la Sal, Cantabria, 3 de junio de 1931), es un exciclista español, profesional entre 1955 y 1969. Sus mayores  éxitos deportivos los obtuvo en la Vuelta a España, prueba en la que logró 5 victorias de etapa.

## Palmarés
| 1958 - Vuelta a La Rioja, más 1 etapa 1960 - Circuito Montañés 1961 - 1 etapa de la Vuelta a Colombia 1962 - 3.º en el Campeonato de España en Ruta 1963 - Circuito de Guecho 1964 - G. P. Ayuntamiento de Bilbao - Villabona | 1965 - 2 etapas en la Vuelta a España - Orense 1966 - Trofeo Masferrer 1968 - 2 etapas en la Vuelta a España 1969 - 1 etapa en la Vuelta a España |

## Resultados en Grandes Vueltas
| Carrera         | 1959 | 1960 | 1961 | 1962 | 1963 | 1964 | 1965 | 1966 | 1967 | 1968 | 1969 |
| --------------- | ---- | ---- | ---- | ---- | ---- | ---- | ---- | ---- | ---- | ---- | ---- |
| Giro de Italia  | -    | -    | -    | -    | -    | -    | -    | -    | 50.º | -    | -    |
| Tour de Francia | -    | -    | -    | -    | Ab.  | 52.º | -    | -    | -    | -    | -    |
| Vuelta a España | 35º  | -    | 45.º | 47.º | 30.º | -    | 21.º | 49.º | -    | 40.º | 67.º |

-: no participa

Ab.: abandono